# Neodiplocampta painteri
Neodiplocampta painteri är en tvåvingeart som beskrevs av Hull och Martin 1974. Neodiplocampta painteri ingår i släktet Neodiplocampta och familjen svävflugor.
Artens utbredningsområde är Jamaica. Inga underarter finns listade i Catalogue of Life.